# 吐鲁番汗国
吐鲁番汗国（1365年—1570年）是中国新疆历史上的一个汗国，东察合台汗国的残余国家。察合台汗国于1365年再次分裂，不久后，西部汗国被帖木儿帝国取代。东部汗国在中国史籍以国都为名，先后称为别失八里（唐朝的庭州、北庭都护府，今新疆吉木萨尔）、亦力把里（歪思汗之后，即伊犁，今新疆伊宁市）、吐鲁番（也密力火者、速檀阿力之后，即唐朝的西州、高昌，今新疆吐鲁番市）。因羽奴思汗在《明实录》中也记为“迤西速鲁檀阿力”，《明史》误将羽奴思汗属下的地方统治者苏丹和察合台汗正枝混为一谈。1570年，察合台汗室旁系的葉爾羌汗阿不都克木率四弟東征，俘虜其堂叔末代大汗马速並滅亡吐魯番汗國，东察合台汗国正支汗统结束。

## 吐鲁番统治者列表

### 并入东察合台之前的首领
- 尹吉儿察
- 满哥帖木儿
- 巴剌麻儿

### 羽奴思汗时期地方统治者
- 也密力火者（又译称也密力虎者）
- 速檀阿力 （漢文史籍又稱阿力）

### 察合台汗直系
- 速檀阿黑麻 （羽奴思汗子，馬哈木弟）（1487 － 1503）
- 速檀满速儿 （1501 － 1542）
- 沙汗 （1542 － 1565）
- 马速 （1565 － 1570）

附：叶尔羌汗国吐鲁番总督
- 马黑麻（1570－1575）
- 阿力仆把都兒（1575－1583）
- 马黑麻虎答遍迭（1583－1609之前）
- 阿都剌因（1609－1634）
- 阿不都拉哈汗（1634－1639，阿不都拉1639年進攻叶尔羌成為大汗）

## 延伸阅读
- 东察合台汗国世系考略

[在维基数据编辑]
 《欽定古今圖書集成·方輿彙編·邊裔典·土魯番部》，出自陈梦雷《古今圖書集成》
 《明史卷三百二十九》，出自《明史》